# Henfield (Gloucestershire)
Henfield – osada w Anglii, w hrabstwie ceremonialnym Gloucestershire, w dystrykcie (unitary authority) South Gloucestershire. Leży 11 km na północny wschód od miasta Bristol i 162 km na zachód od Londynu.